# Acanthemblemaria chaplini
Acanthemblemaria chaplini es una especie de pez del género Acanthemblemaria, familia Chaenopsidae. Fue descrita científicamente por Böhlke en 1957.
Se distribuye por el Atlántico Occidental: sureste de Florida, EE. UU. y Bahamas. La longitud total (TL) es de 4,5 centímetros. Habita en arrecifes y puede alcanzar los 12 metros de profundidad.
Está clasificada como una especie marina inofensiva para el ser humano.